# Proto-élamite
Le proto-élamite, l'écriture proto-élamite ou l'écriture proto-iranienne ancienne est un système d'écriture associé à l'Élam antique (sud-ouest de l'Iran actuel), plus précisément la période proto-élamite vers 3300 à 2800 av. J.-C.

## Historique des études
Les premières tablettes proto-élamites ont été mises au jour lors de fouilles françaises de Suse et publiée en 1900 par Jean-Vincent Scheil, qui qualifie cette écriture de « proto-élamite » en 1905, par référence à la civilisation élamite des périodes historiques qui était alors associée à la région de Suse (alors qu'en réalité il ne s'agit qu'une des parties de l'ancien Élam). Par la suite d'autres tablettes ont été mises au jour sur des sites plus lointains, notamment Tépé Sialk, mais la dénomination est restée et a même été appliquée plus largement à la culture de la période correspondante (civilisation proto-élamite). 
Le déchiffrement de l'écriture n'est pas accompli, et il est compliqué par le fait que cette écriture a été abandonnée au début du IIIe millénaire av. J.-C. Il a été tenté de chercher à la comprendre à la lumière des textes proto-cunéiformes mis au jour en Basse Mésopotamie. Les principaux progrès dans la compréhension de ce système d'écriture ont débuté à partir de travaux de Piero Merrigi publiés entre 1969 et 1974, puis ceux de Jöran Friberg en 1978-79, qui cherche à identifier les systèmes numériques employés afin de distinguer différents types de textes. D'autres avancées sont accomplies par les chercheurs de Berlin travaillant sur le système proto-cunéiforme, Peter Damerow et Robert K. Englund, en 1989.
En 2020, le chercheur François Desset annonce avoir déchiffré complètement l'élamite linéaire et être en train de déchiffrer l'écriture proto-élamite, qu'il considère comme l'ancêtre de l'élamite linéaire, une écriture à phonogrammes de type syllabaire.

## La documentation et sa datation
Ce système est avant tout documenté par des tablettes mises au jour à Suse (phase III), qui sont également les plus complexes, mais d'autres ont été retrouvées sur des sites d'Iran (Tell-e Malyan, Tepe Yahya, Tepe Sialk, Tepe Sofalin, Shahr-e Sokhta, etc.),. 
La datation de ces documents est débattue. Ils sont généralement datés de la période allant entre 3100/3050 à 2900/2800 av. J.-C.,, mais les plus anciens pourraient être apparus entre 3300 et 3100 av. J.-C. De la même manière il y a des divergences concernant sa durée d'utilisation : pour J. Dahl l'écriture proto-élamite aurait été utilisée durant une période courte, pour F. Desset durant plusieurs siècles.
Selon François Desset, le proto-élamite serait aussi ancien que l'écriture hiéroglyphique égyptienne et que l'écriture cunéiforme notant le sumérien, ce qui en ferait une des trois plus anciennes écritures de l'histoire. D'autre part, par son système purement phonographique, le proto-élamite n'est pas une création dérivée du cunéiforme voisin mais une création propre. Toutefois, il existe des symboles communs entre les deux systèmes d'écriture (proto-élamite et cunéiforme) et ce depuis le début, notamment certains symboles de numération et de désignation ; cela  suggère que les deux systèmes pourraient dériver d'un système plus ancien contenant des symboles communs, certains numériques et d'autres scripturaux.

## Caractéristiques
Quelques signes proto-élamites semblent être soit des emprunts de signes proto-cunéiformes (période d'Uruk), soit partager une origine commune avec le cunéiforme, origine à rechercher au IVe millénaire av. J.-C. dans une zone Mésopotamie-Zagros. Les deux systèmes partagent quelques signes, notamment liés aux chiffres et aux entités qu'ils décomptent (comme les esclaves, les femmes, les pots). Du reste, les deux écritures sont assez différentes par les signes qu'elles utilisent mais aussi le style d'écriture : alors que le proto-cunéiforme est écrit dans un système de boîtes, le proto-élamite est écrit dans un style en ligne, généralement de droite à gauche. En proto-élamite, les signes numériques suivent les objets qu'ils comptent ; certains signes non-numériques sont des « images » des objets qu'ils représentent, bien que la plupart soient entièrement abstraits.
Le nombre de signes de l'écriture proto-élamite est beaucoup plus faible que celui de l'écriture cunéiforme. Des symboles proto-élamites se retrouvent, à peu de chose près, dans l'écriture élamite linéaire. Même si un hiatus de 500 ans les sépare, l'élamite linéaire pourrait dériver du proto-élamite mais il est aussi possible que les scribes ayant développé l'élamite linéaire se soient inspirés des symboles utilisés sur les anciennes tablettes proto-élamite sans qu'il n'y ait de continuité.

## Tablettes

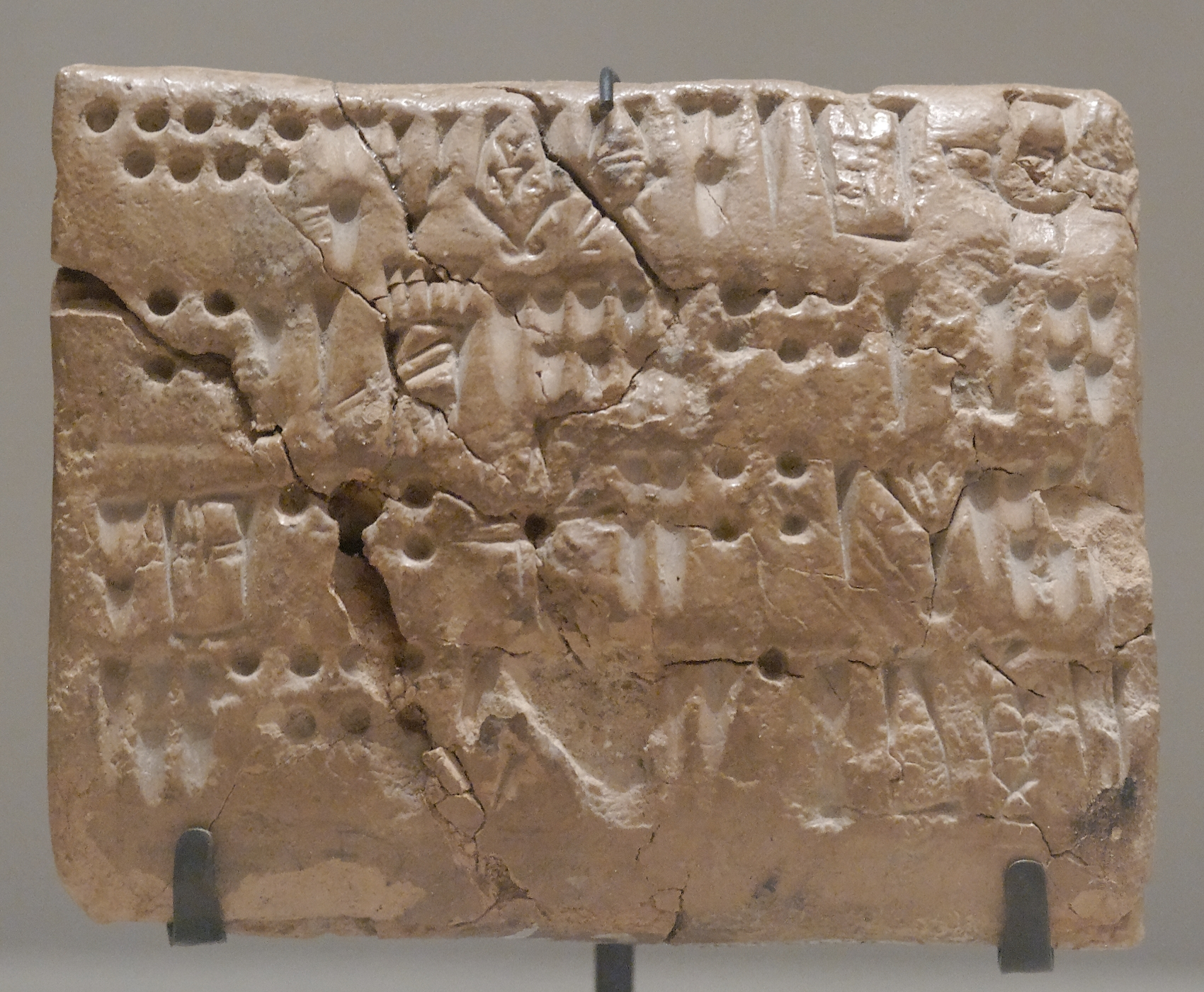
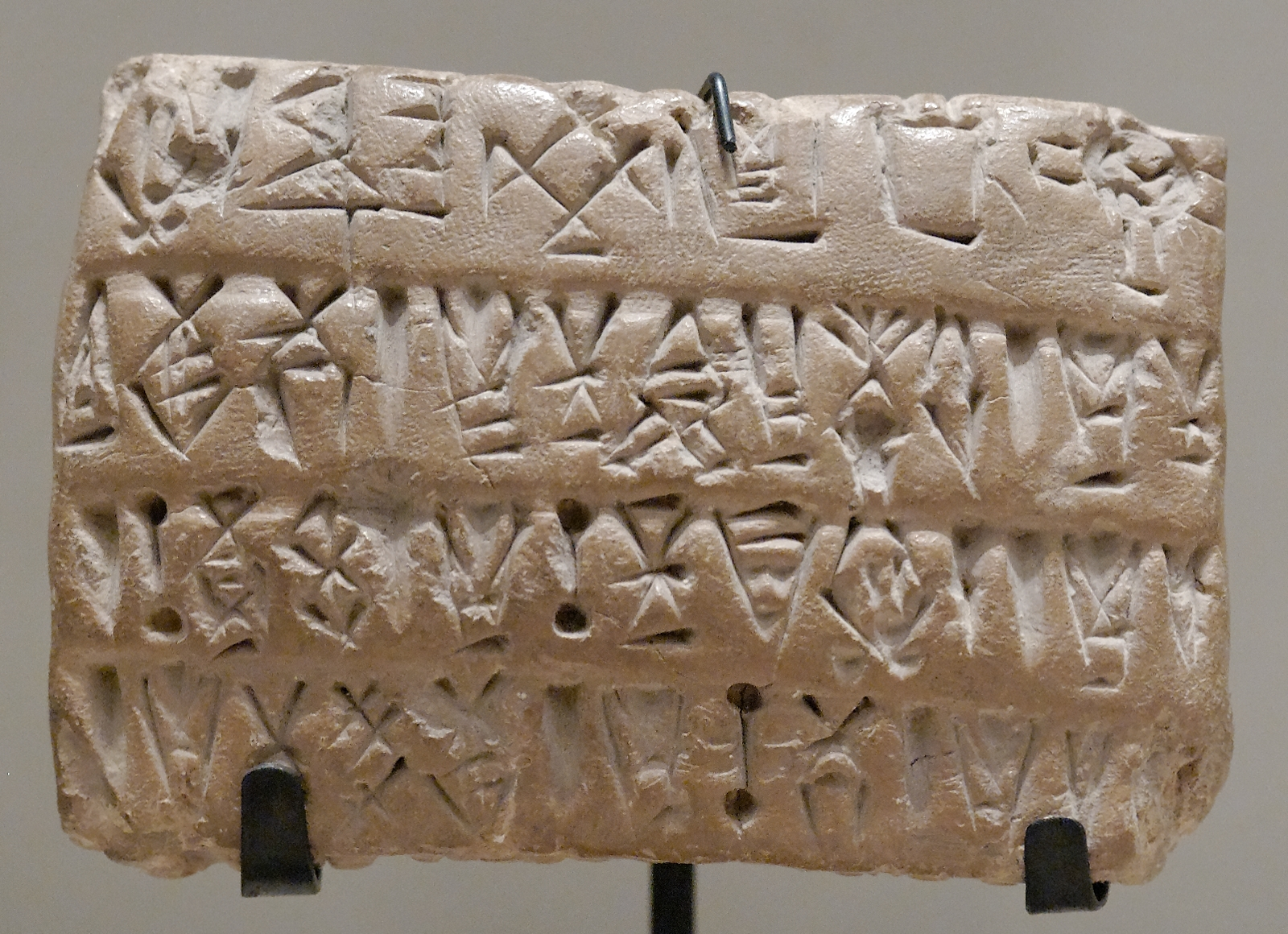
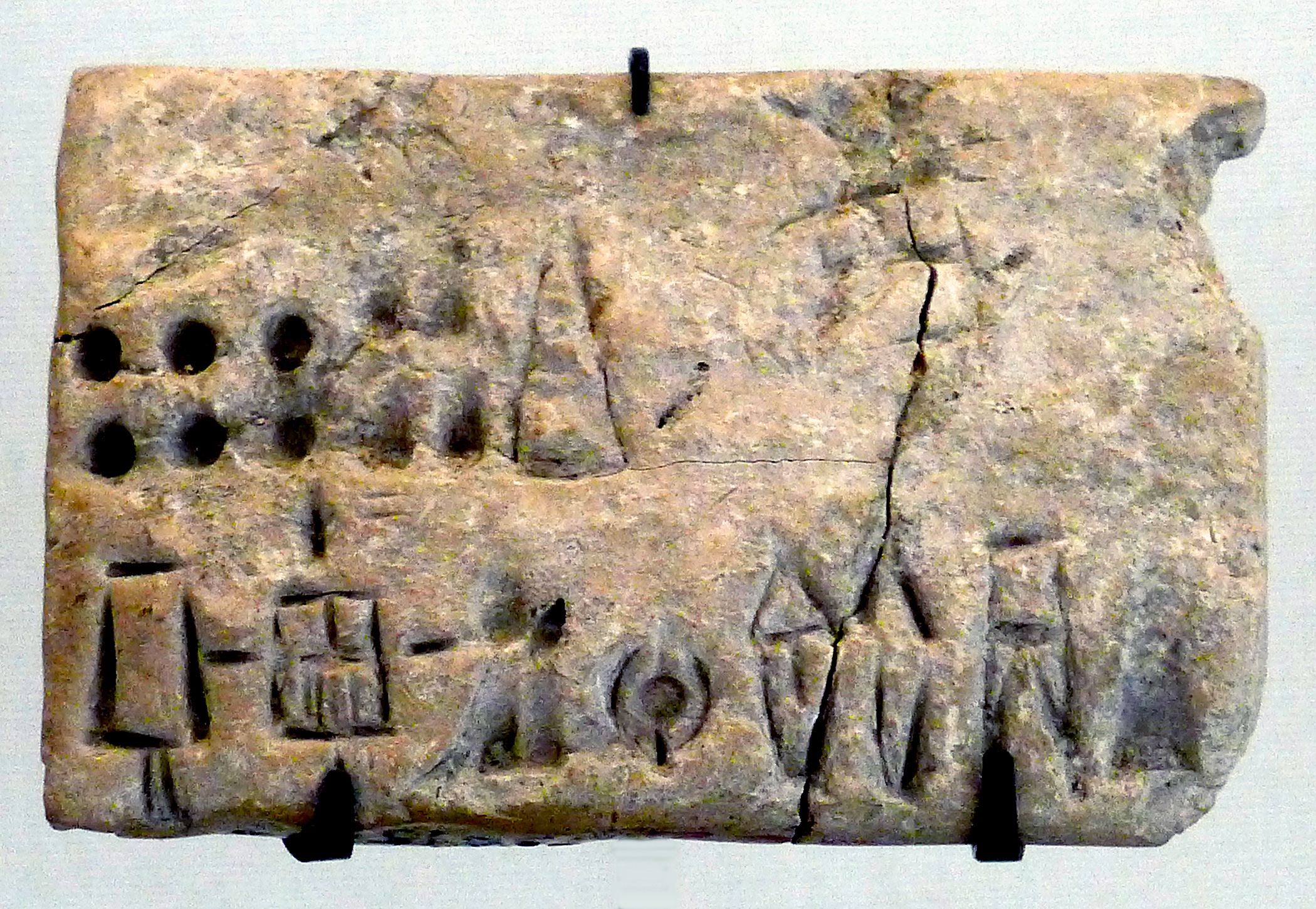
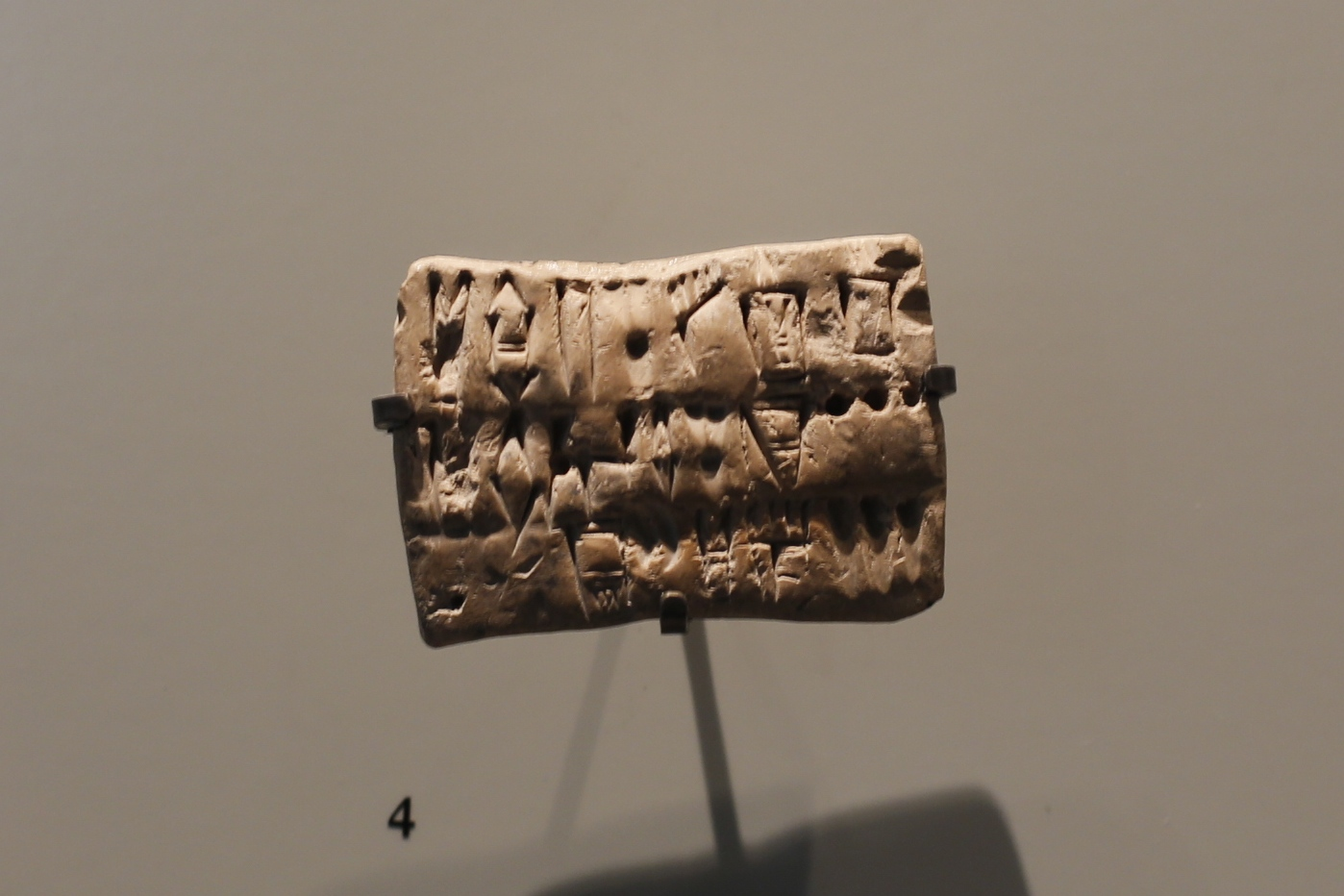
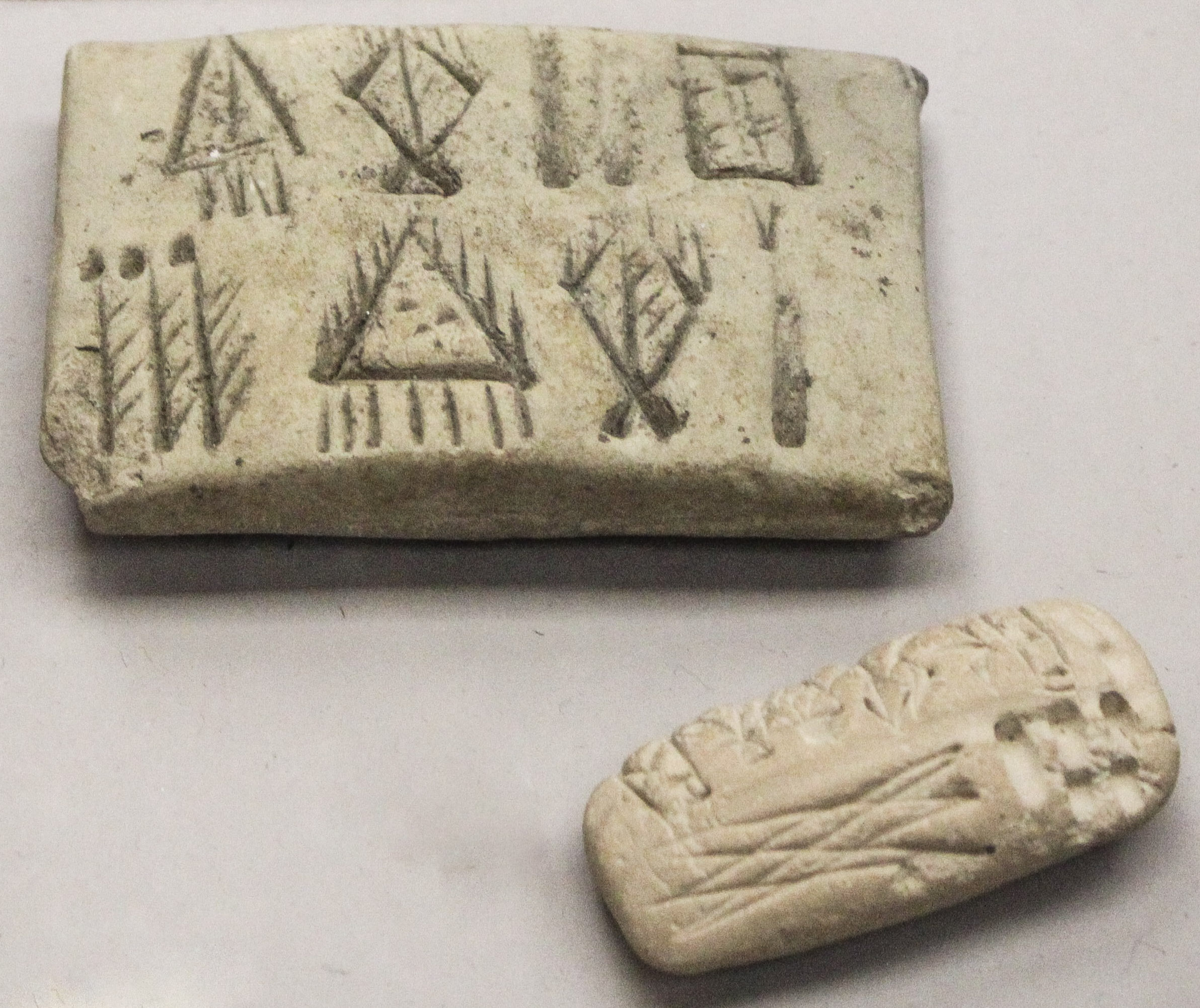